# 朝霞中央公民館
朝霞中央公民館（あさかちゅうおうこうみんかん）は、埼玉県朝霞市にある公民館。
市内には、他に東朝霞公民館、西朝霞公民館、南朝霞公民館、北朝霞公民館、内間木公民館がある。

## 概要
東武東上線・朝霞駅南口から南西方向約1kmに位置する。公民館内には、コミュニティセンター、プラネタリウムやレク・ホールなどがある。
また、近くに朝霞市役所、朝霞市立図書館、朝霞総合体育館、朝霞中央公園陸上競技場、朝霞中央公園野球場などがある。

## 施設概要
- プラネタリウム：90人収容
- レク・ホール：200人収容
- 音楽室：100人収容

## 交通
- 東武鉄道東武東上線・朝霞駅南口より徒歩約10分
- 朝霞市内循環バス「わくわく号」膝折・溝沼線「図書館入口」バス停、根岸台線「図書館」バス停